# Exército de Libertação de Arracão

Bandeira do grupo.

O Exército de Libertação de Arracão (birmanês:  ရခိုင်ပြည် လွတ်မြောက်ရေး တပ်မတော်; em inglês:  Arakan Liberation Army, abreviado ALA) é um grupo insurgente de Rakhine em Mianmar (Birmânia). É o braço armado do Partido de Libertação de Arracão. O grupo assinou um acordo de cessar-fogo com o governo de Mianmar em 5 de abril de 2012.

## História

### 1968–1969
O Exército de Libertação de Arracão foi fundado em 20 de novembro de 1968 com a ajuda da União Nacional Karen, que organizou, treinou e forneceu munições e veículos ao grupo. Em 26 de novembro de 1968, Khai Ray Khai, membro do comitê central do Partido de Libertação de Arracão, juntamente com outros nove associados, foram presos em Sittwe, capital do estado de Rakhine, pelas autoridades birmanesas. Em Dezembro de 1968, várias detenções de líderes do Partido de Libertação de Arracão levaram à dissolução do Exército de Libertação de Arracão e do partido.

### 1971–1977
Entre 1971 e 1972, ex-presos políticos do Partido de Libertação de Arracão foram libertados mediante anistia. Assim que Khaing Moe Lunn, um antigo preso político do Partido de Libertação de Arracão, foi libertado, partiu para a aldeia de Komura para se reunir com os líderes da União Nacional Karen, a fim de restabelecer o grupo armado. De 1973 a 1974, o Exército de Libertação de Arracão foi restabelecido com a ajuda da União Nacional Karen, e 300 combatentes foram recrutados e treinados, com Lunn como comandante-chefe.
Entre abril e maio de 1977, 120 combatentes do Exército de Libertação de Arracão liderados por Lunn enfrentaram as Forças Armadas Indianas e o Tatmadaw na fronteira Índia-Mianmar. Dez combatentes da Exército de Libertação de Arracão foram mortos, incluindo Lunn, mais de 70 foram presos pelas autoridades indianas e birmanesas e 40 foram desarmados e presos. Outras 20 pessoas desapareceram durante retiradas das forças governamentais e 30 dos detidos foram executados a tiro. Outros 55 foram acusados de traição nos termos do Artigo 122 da então constituição; 11 deles foram condenados à morte e os restantes à prisão perpétua. O grupo deixou de existir mais uma vez, pois tornou-se cada vez mais arriscado operar ilegalmente.

### 1980 – presente
Em 1980, todos os prisioneiros do Exército de Libertação de Arracão foram libertados mediante anistia. Em 1981, o grupo foi novamente restabelecido e  auxiliado pela União Nacional Karen. O Exército de Libertação de Arracão foi então dirigido sob a nova liderança de Khai Ray Khai. Atualmente, defende uma agenda nacionalista e tem sido abertamente hostil à minoria étnica Rohingya no Estado de Rakhine, alegando que não são nativos da região, mas sim imigrantes ilegais do Bangladesh.
Em 2022, o Exército de Libertação de Arracão se dividiu em duas facções lideradas por Khaing Ye Khaing e Saw Mra Razar Lin, com Khaing Soe Naing Aung.
Na manhã de 4 de janeiro de 2023, três líderes do Exército de Libertação de Arracão, o major-general Khine Soe Mya (comandante-chefe), o tenente-coronel Khine Kyaw Soe e o capitão Khine Thuri Na, estavam dirigindo das celebrações do Dia da Independência que compareceram na cidade de Sittwe quando foram assassinados por agressores desconhecidos. Pouco depois, o grupo armado acusou o Exército de Arracão de ter perpetrado o assassinato.
Em algum momento de 2023, Saw Mra Razar Lin se separou de Khaing Ye Khaing para participar das negociações de paz com Min Aung Hlaing. 
O Exército de Arracão acusou a Exército de Libertação de Arracão de ajudar e ser cúmplice dos crimes de guerra do Tatmadaw em Byian Phyu, município de Sittwe, de 29 a 31 de maio de 2024.